# Lijst van vuurtorens en lichtschepen

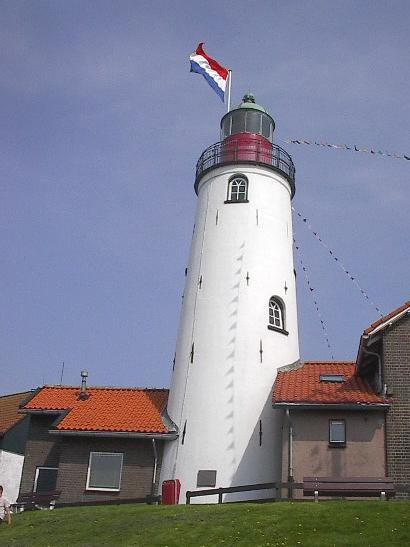
De vuurtoren van Urk

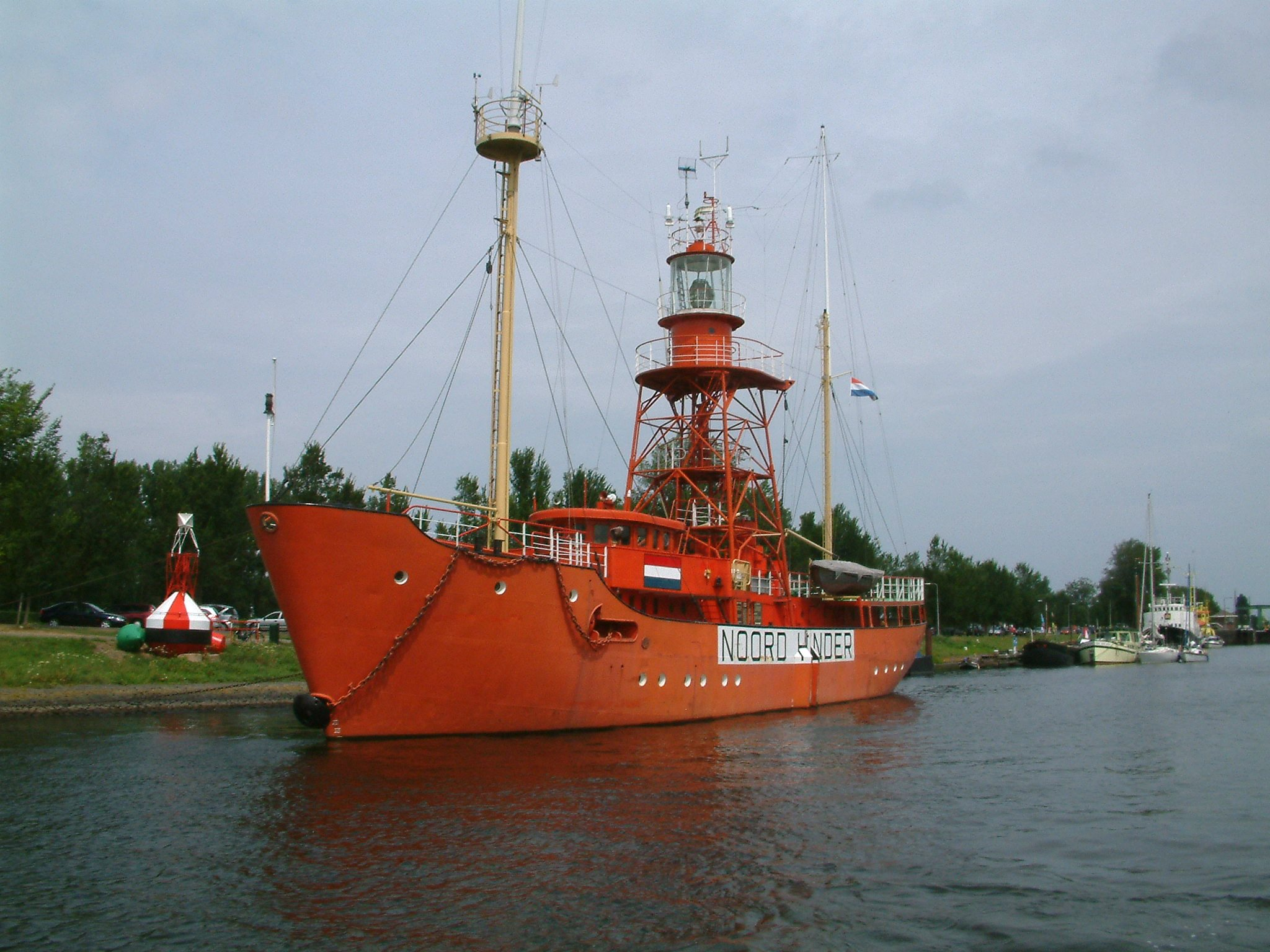
Lichtschip Noord-Hinder

Dit is een lijst van vuurtorens en lichtschepen in verschillende landen.

## België
Lichtschepen
- Westhinder I
- Westhinder II
- Westhinder III

## Nederland
Lichtschepen
De meeste zijn niet meer in gebruik. Locaties van noord naar zuid:
- Doggersbank-Noord
- Doggersbank-Zuid
- Terschellingerbank
- Texel (ten westen van Noorderhaaks)
- Maas
- Goeree, later Lichtplatform Goeree
- Schouwenbank
- Noord-Hinder (Nederlands lichtschip, maar eigenlijk voor de Belgische kust)

## Elders in Europa

### Denemarken
- Dueodde Fyr
- Hammeren Fyr
- Hammerodde Fyr
- Rønne Fyr
- Rubjerg Knude Fyr

### Duitsland
- Lichtschepen:
  - Amrumbank
  - Borkumriff
  - Elbe 1
  - Elbe 2
  - Elbe 3 (museumschip in Bremerhaven)
  - Elbe 3, nu een museumschip in Hamburg
  - Fehmarnbelt
  - Weser, Wilhelmshaven

### Estland
- Vuurtoren van Keri
- Kiipsaare
- Vuurtoren van Kõpu
- Vuurtoren van Sõrve
- Vuurtoren van Vormsi

### Finland
- Vuurtoren van Bengstkär
- Vuurtoren van Utö

#### Åland
- Bogskär
- Vuurtoren van Lågskär
- Märket
- Sälskär

### Griekenland
- Armenistis-vuurtoren

### Ierland
- Fastnet Lighthouse
- Hook Head Lighthouse
- Vuurtoren van Skellig Michael

### Italië
- Vuurtoren van Brunate
- La Lanterna
- Faro della Vittoria

### Portugal
- Cabo São Vicente

### Spanje
- Herculestoren
- Vuurtoren van Punta del Picacho

#### Canarische Eilanden
- Faro de Maspalomas
- Vuurtoren van Punta de Arinaga
- Vuurtoren van Punta Pechiguera
- Vuurtoren van Fuencaliente

### Verenigd Koninkrijk
- Engeland
  - Bishop Rock
  - Longships
  - Pharos van Dubris, Romeinse vuurtoren nabij Dover in Kent

### Zweden
- Landsort
- Långe Erik
- Långe Jan
- Vuurtoren van När
- Väderöbod
- Vuurtoren van Vinga

## Noord- en Zuid-Amerika

### Canada
- Vuurtoren van Cap-des-Rosiers (Québec)
- Vuurtoren van Cape Spear (Newfoundland)
- Vuurtoren van Point Amour (Labrador)
- Vuurtoren van Rose Blanche (Newfoundland)
- Vuurtoren van Sambro Island (Nova Scotia)

### Suriname

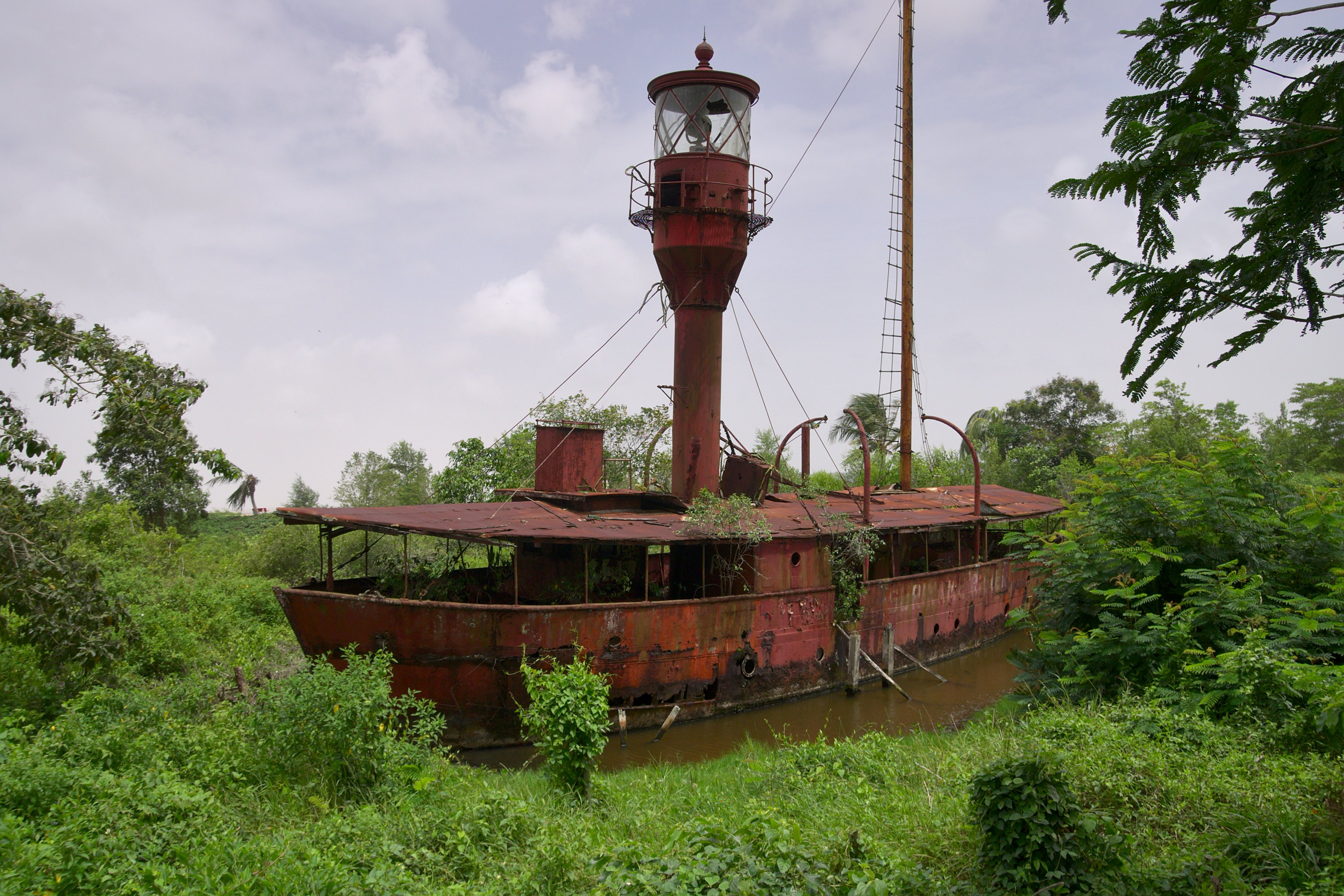
Lichtschip Suriname-Rivier

### Verenigde Staten

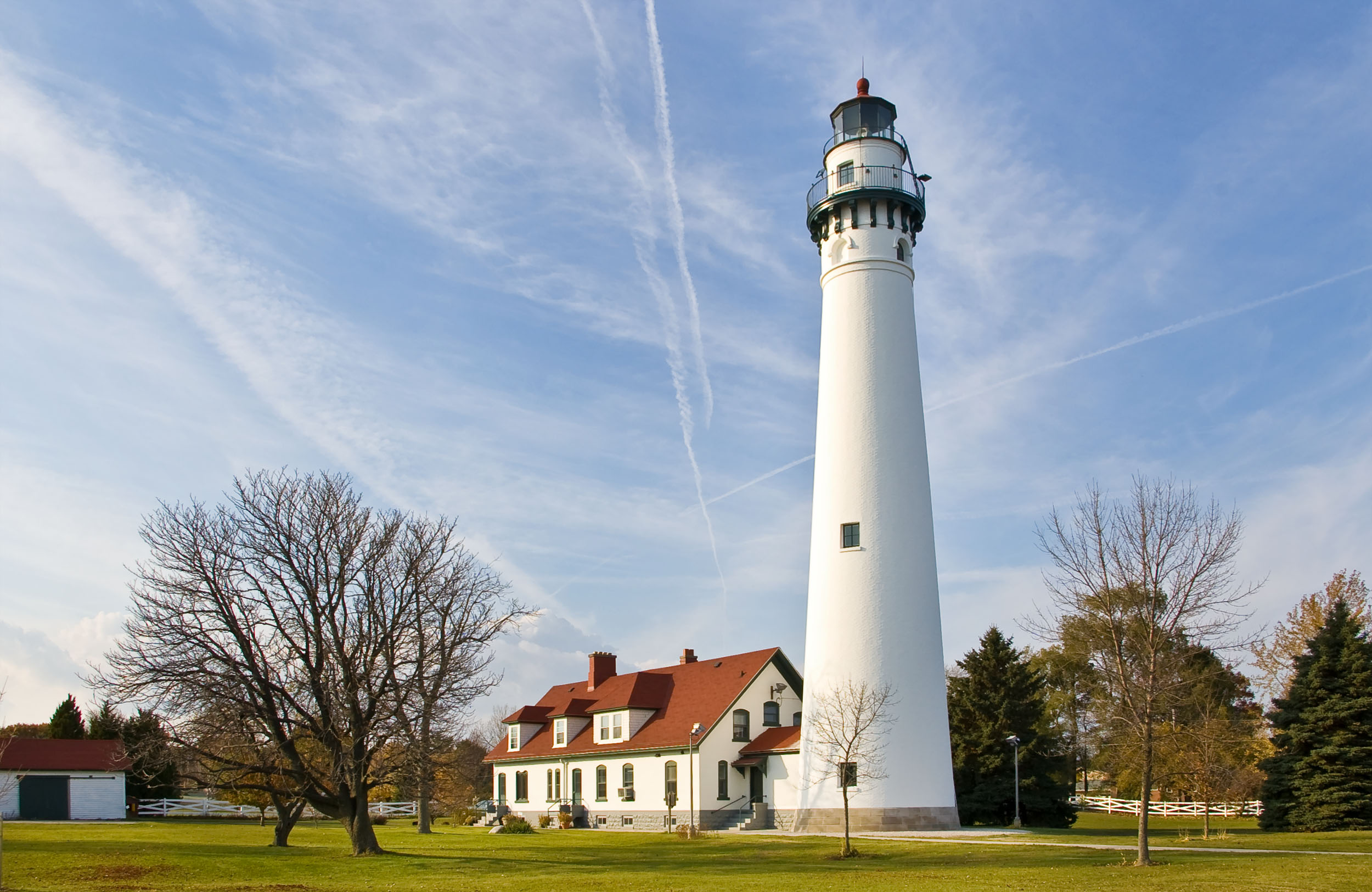
Vuurtoren bij Wind Point, Wisconsin, USA

- Vuurtoren van Admiralty Head
- Vuurtoren van Alki Point
- Vuurtoren van Battery Point
- Vuurtoren van Browns Point
- Vuurtoren van Burrows Island
- Vuurtoren van Cape Disappointment
- Vuurtoren van Cape Flattery
- Vuurtoren van Cape Meares
- Vuurtoren van Cattle Point
- Vuurtoren van Ediz Hook
- Vuurtoren van Guard Island
- Vuurtoren van Lincoln Rock
- Vuurtoren van Minots Ledge
- Vuurtoren van Mukilteo
- Vuurtoren van North Head
- Vuurtoren van Pemaquid Point
- Vuurtoren van Point Reyes
- Vuurtoren van Point Wilson
- Vuurtoren van Yaquina Bay

## Afrika

### Tunesië
- Vuurtoren van Tabarka

## Azië

### Indonesië
- Vuurtoren van Anyer
- Vuurtoren op Kambangan
- Vuurtoren op Tanjung Layar

### Turkije
- Vuurtoren van Patara

## Oceanië

### Australië
- Vuurtoren van Hornby

## Registraties
De vuurtorens over de wereld zijn in twee systemen geregistreerd:
- De Amateur Radio Lighthouses Society heeft wereldwijd 15.416 vuurtorens en lichtbakens geregistreerd.
- De internationaal in gebruik zijnde Admiralty List of Lights and Fog Signals van de UK Hydrographic Office.